# Акнели
Акнели (груз. აყნელი) — село, расположенное в Душетском муниципалитете административного края Мцхета-Мтианети Республики Грузия. Население, по переписи 2014 года, составляет 2 человека.
Находится к северо-востоку от Душети.